# Tim Lilburn
Tim Lilburn (Regina, 27 de junho de 1950) é um poeta canadense e ensaísta. Lilburn nasceu em Regina. Ele estou na Universidade de Regina, e mestrado em Filosofia pela Universidade de Gonzaga.

## Vida pessoal
Durante política em 2006, a saúde de Lilburn começou a se deteriorar. Depois de contrair uma doença auto-imune, ele ficou doente e foi hospitalizado. Lilburn, posteriormente, foram submetidos a uma série de cirurgias ao longo de um período de dois anos. Quando entrevistado sobre a experiência, Lilburn descreveu sua experiência como "Viver na terra do doente."
Hoje ele vive em Victoria.